# Жюйак (Жер)
Жюйа́к (фр. Juillac) — коммуна во Франции, находится в регионе Юг — Пиренеи. Департамент — Жер. Входит в состав кантона Марсьяк. Округ коммуны — Миранд.
Код INSEE коммуны — 32164.

## География

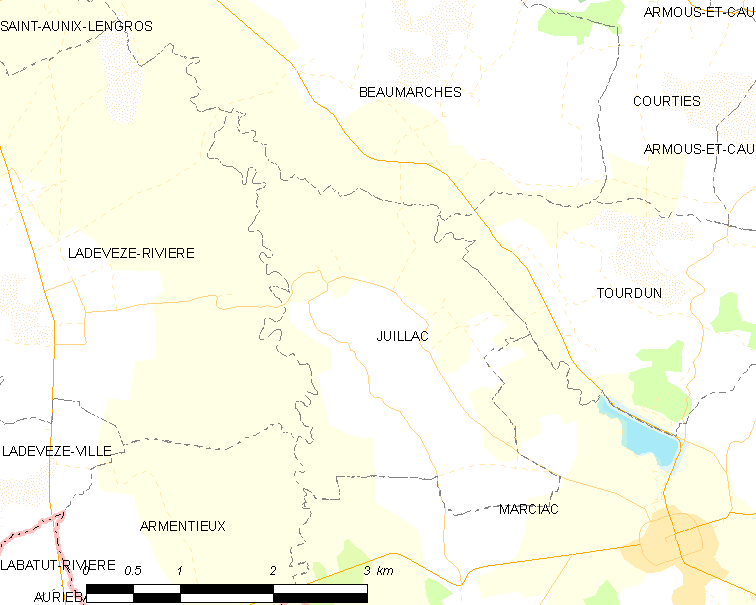
Карта коммуны

Коммуна расположена приблизительно в 620 км к югу от Парижа, в 110 км западнее Тулузы, в 39 км к западу от Оша.
По территории коммуны протекают река Аррос и Буэс.

## Климат
Климат умеренно-океанический. Лето жаркое и немного дождливое, температура часто превышает 35 °С. Зимой часто бывает отрицательная температура и ночные заморозки. Годовое количество осадков — 700—900 мм.

## Население
Население коммуны на 2010 год составляло 126 человек.
| 1962 | 1968 | 1975 | 1982 | 1990 | 1999 | 2010 |
| ---- | ---- | ---- | ---- | ---- | ---- | ---- |
| 149  | 130  | 119  | 139  | 134  | 121  | 126  |

## Администрация
| Период | Период | Фамилия          | Партия | Примечания |
| ------ | ------ | ---------------- | ------ | ---------- |
| 2001   | 2020   | Элен де Рессегье |        |            |

## Экономика
В 2010 году среди 66 человек трудоспособного возраста (15-64 лет) 46 были экономически активными, 20 — неактивными (показатель активности — 69,7 %, в 1999 году было 62,5 %). Из 46 активных жителей работали 43 человека (25 мужчин и 18 женщин), безработных было 3 (2 мужчин и 1 женщина). Среди 20 неактивных 1 человек был учеником или студентом, 13 — пенсионерами, 6 были неактивными по другим причинам.